# Ursensollen
Ursensollen est une commune de Bavière (Allemagne), située dans l'arrondissement d'Amberg-Sulzbach, dans le district du Haut-Palatinat, à 11 km au sud-ouest d'Amberg.
La commune abrite dans le village de Heimhof un intéressant château datant du XIVe siècle.

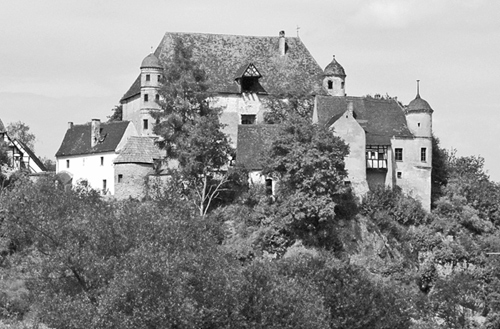
Le château de Heimhof

Situation d'Ursensollen dans l'arrondissement d'Amberg-Sulzbach